# Ray W. Clough
Ray William Clough (* 23. Juli 1920 in Seattle; † 8. Oktober 2016) war emeritierter Professor für Baustatik in der Fakultät für Bauingenieurwesen an der University of California, Berkeley und einer der Begründer der Finite-Elemente-Methode (FEM). Seine Veröffentlichung von 1956 (siehe unten) markiert die erste Anwendung dieser Berechnungsmethode und 1960 benutzte er erstmals den Begriff Finite Elemente.

## Leben
Clough studierte an der University of Washington mit dem Bachelor-Abschluss 1942, am Caltech mit dem Master-Abschluss 1943 und am Massachusetts Institute of Technology mit Master-Abschluss 1947 und der Promotion 1949. Danach wurde er Assistant Professor und später Professor in Berkeley. Ab 1983 war er Nishkian Professor in Berkeley.
1956/57 (und 1972/73) war er als Fulbright Fellow in Norwegen, wo er sich mit Schiffsvibrationen befasste, und 1963/64 am Churchill College der Universität Cambridge.
Er galt als Autorität auf dem Gebiet der Erdbebensicherheit von Strukturen.
Clough und Wilson beschrieben 1999 in Early Finite Element Research at Berkeley die Geschichte der FEM in den Anfängen von 1952 bis 1970 anschaulich.

## Werke/Wichtige Veröffentlichungen
- M. J. Turner, Ray W. Clough, H. C. Martin, L. J. Topp: Stiffness and deflection analysis of complex structures. In: Journal of the Aeronautical Sciences. Band 23, Nr. 9, 1956, S. 805–823
- Ray W. Clough: The finite element method in plane stress analysis. In: Proceedings, 2nd Conference on Electronic Computation, A.S.C.E. Structural Division. Pittsburgh, Pennsylvania, Sept. 1960
- Ray W. Clough, Joseph Penzien: Dynamics of Structures. McGraw-Hill, 1975 und 1993, ISBN 0-07-113241-4

## Preise und Mitgliedschaften
- National Medal of Science 1994
- Mitglied der National Academy of Sciences (1979) und der National Academy of Engineering
- Er erhielt 1997 zusammen mit John Argyris die Fellowship of Engineering Prince Philip Medal (in massivem Gold) von der Royal Academy of Engineering in London (die höchste Auszeichnung der Ingenieurwissenschaften in Großbritannien) zur Würdigung seiner herausragenden Beiträge zum Ingenieurwesen durch die Formulierung und Entwicklung der Finite-Elemente-Methode.
- Clough wurde 1982 Ehrendoktor der Technisch-Naturwissenschaftlichen Universität Norwegens (NTNU) in Trondheim und 1979 der TH Chalmers in Göteborg.
- Der Von-Karman-Medaille wurde ihm 1995 verliehen.
- A. C. Eringen Medal 1992
- Nathan M. Newmark Medal 1979
- Ehrenmitglied der American Society of Civil Engineers
- Die Benjamin Franklin Medal in Civil Engineering wurde ihm 2006 verliehen.